# Chiesa di San Giovanni Battista (Rosarno)
Il duomo di Rosarno nota anche come "chiesa di San Giovanni Battista" è la principale chiesa di Rosarno ed è dedicata a San Giovanni Battista, patrono della città.

## Storia
Chiesa Matrice o di San Giovanni Battista, protettore della città. Ora Santuario Maria SS. di Patmos. Con un decreto di mons. Domenico Crusco, Amministratore Apostolico della Diocesi di Oppido-Palmi, su richiesta del parroco don Pino Varrà, la chiesa Parrocchiale di San Giovanni Battista è stata elevata a Santuario Diocesano in onore di Maria SS. di Patmos. Non si conosce l'anno di costruzione della chiesa, ma esisteva certamente nel 1540. In quell'anno, e precisamente il 12 luglio, è presente nel Registro Vaticano. Distrutta dal terremoto del 1783, fu ricostruita. Venne abbattuta nel 1929 e riedificata sullo stesso sito, ma in posizione migliore. Nell'attuale edificio, provenienti dal vecchio, si conservano un pregevole quadro ad olio raffigurante la Madonna con Gesù e San Giovanni fanciullo, che gli esperti fanno risalire al XVI secolo, di pittore ignoto.

## Descrizione
La Chiesa, a tre navate, ha altrettanti altari: su quello maggiore troneggia la statua della Madonna di Patmos, rifacimento della statua lignea, distrutta da un incendio, rinvenuta sul lido di Rosarno nel 1400 proveniente da un Monastero dell'isoletta greca, dopo che i Monaci l'affidarono alle onde per sottrarla alla furia degli iconoclasti musulmani; quello di sinistra è dedicato al Sacro Cuore, mentre a destra si trova l'altare della Sacra Famiglia. Piccoli altari sulle pareti laterali ospitano le statue di S. Giovanni Battista, di Santa Teresa, della Vergine del Carmelo, di San Francesco e di Sant'Antonio di Padova. Si conservano ancora oggi le insigni reliquie di S. Costanza, Vergine e Martire, di San Bonifacio e Vittoria. Una lapide marmorea del XVIII sec. attesta la presenza in Rosarno della nobile famiglia Grimaldi di Monaco.

## Titoli
Santuario diocesano. Il 1º novembre 1999, alla chiesa venne conferito il titolo di santuario diocesano in onore di Maria Santissima di Patmos, a seguito della bolla vescovile di mons. Domenico Crusco, vescovo della Diocesi di Oppido Mamertina-Palmi.
Inoltre, il santuario è stato elevato a chiesa giubilare della diocesi di Oppido Mamertina-Palmi in occasione del Giubileo straordinario della misericordia del 2016 e del Giubileo ordinario del 2025.